# Stößel (Technik)

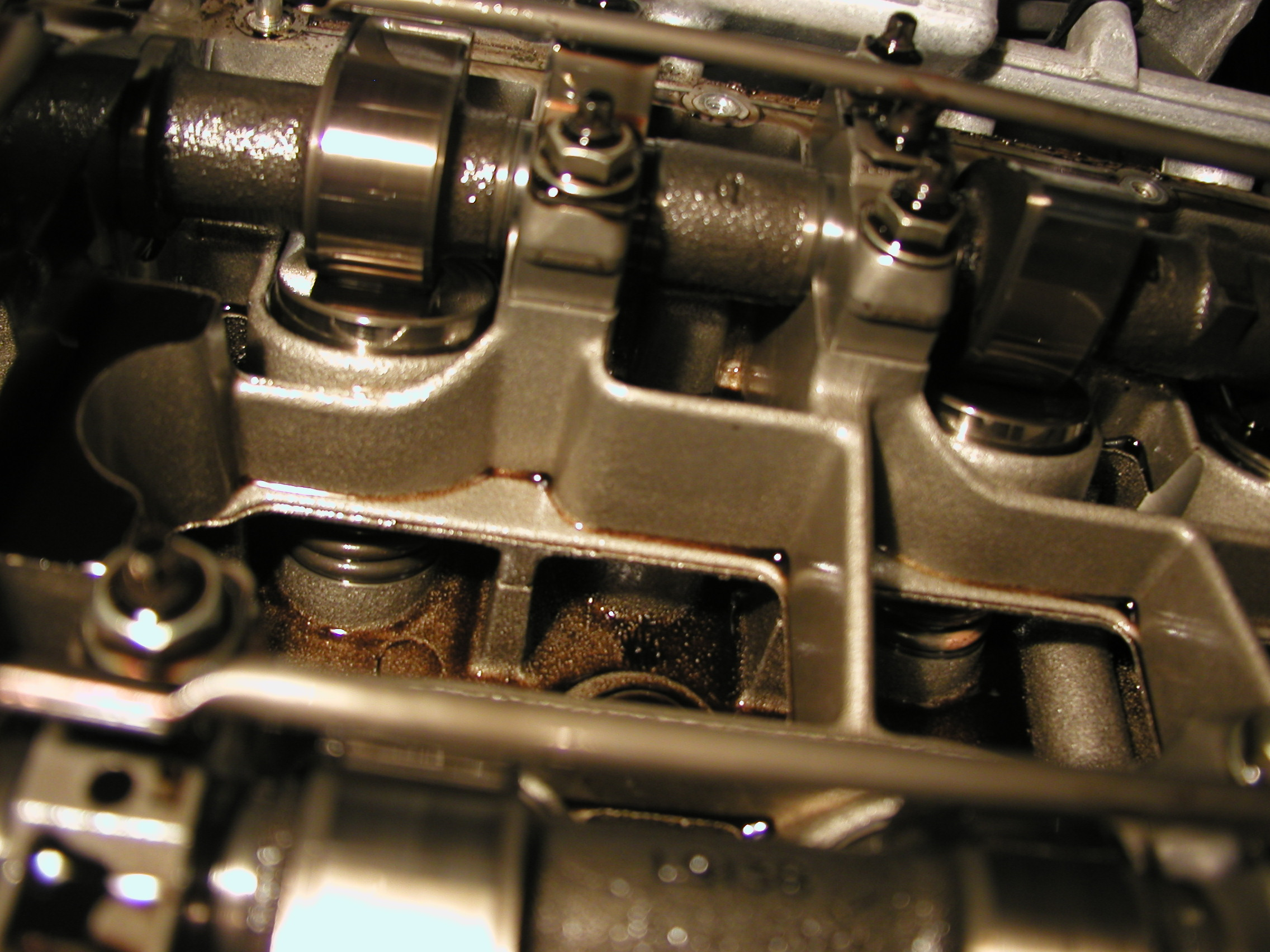
Stößel, Ford Motor.

Der Stößel ist ein Teil der Ventilsteuerung eines Viertakt-Hubkolbenmotors. Er überträgt entweder zusammen mit Stoßstange und Kipphebel oder direkt den zeitlich korrekten Öffnungsvorgang des Verbrennungsraumes von der Nockenwelle auf das Ventil und hält den Ventilschaft oder die Stoßstange von seitlich wirkenden Kräften frei. Stößel haben unterschiedliche Bauformen, zum Beispiel sind sie hohl als Tassenstößel ausgebildet oder können als Hydrostößel automatische Spielausgleichseinrichtungen enthalten. Rollenstößel tragen eine Rolle, die auf dem Nocken abrollt, wodurch sich die Reibung vermindert.
Statt Stößeln werden auch Kipp- oder Schlepphebel verwendet. 